# 聂鲁达街
聂鲁达街（Nerudova ulice）位于布拉格的小城，从小城广场的拐角向西到达布拉格城堡以西的丘陵，是从查理大桥到城堡的主要途径，曾经是“皇家之路”的一段。 
这条街曾经称为 Sporrengasse, 捷克 Ostruhová，后更名为聂鲁达街，以捷克作家和诗人扬·聂鲁达命名，他曾经住在这条街上以两个太阳为标志的房屋。 
令人感兴趣的是，这条古老街上的建筑物装饰着古代门、雕塑，浮雕和壁画。壁画位于入口处，作为房屋的标志，在中世纪履行今天门牌号码的功能（例如，两个太阳、红狮子、金色皇冠...）。另一座重要的建筑是Morzínský宫，为巴洛克风格。这座宫殿还设立了布拉格第一座新教小教堂。
这条街的上端，是通往布拉格城堡的台阶，以及Úvoz街（Pohořelec和斯特拉霍夫修道院）。